# Gráfila

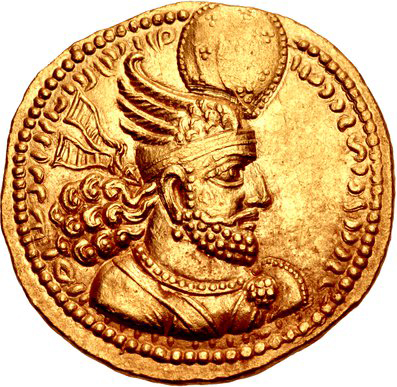
Dinar de oro sasánida del emperador Bahram II con gráfila de puntos que rodea el diseño.

Una gráfila, grafila (del griego: γραφω grapho, "escribir") u orla de una moneda ( o medalla) es la parte decorativa en relieve, en forma de granos, puntos o líneas continuas o discontinuas que rodea completamente su contorno por ambas caras, el anverso y el reverso. Forma parte del diseño de la moneda.
Además de como motivo decorativo, tenía la misión de proteger contra el desgaste y sobre todo, prevenir la práctica fraudulenta del recorte, mediante la cual, especialmente en el pasado, se extraían pequeñas porciones de metal de las monedas de plata y oro limando o recortando sus bordes.
No debe confundirse con el canto de la moneda, también conocida como la 'tercera cara', ni con el listel. 
En función de cómo puede estar constituida la gráfila, se pueden considerar los siguientes tipos:
- Gráfila de puntos, con una sucesión de puntos.
- Gráfila lineal, con trazo continuo.
- Gráfila perlada, con puntos grandes.